# Exaráció

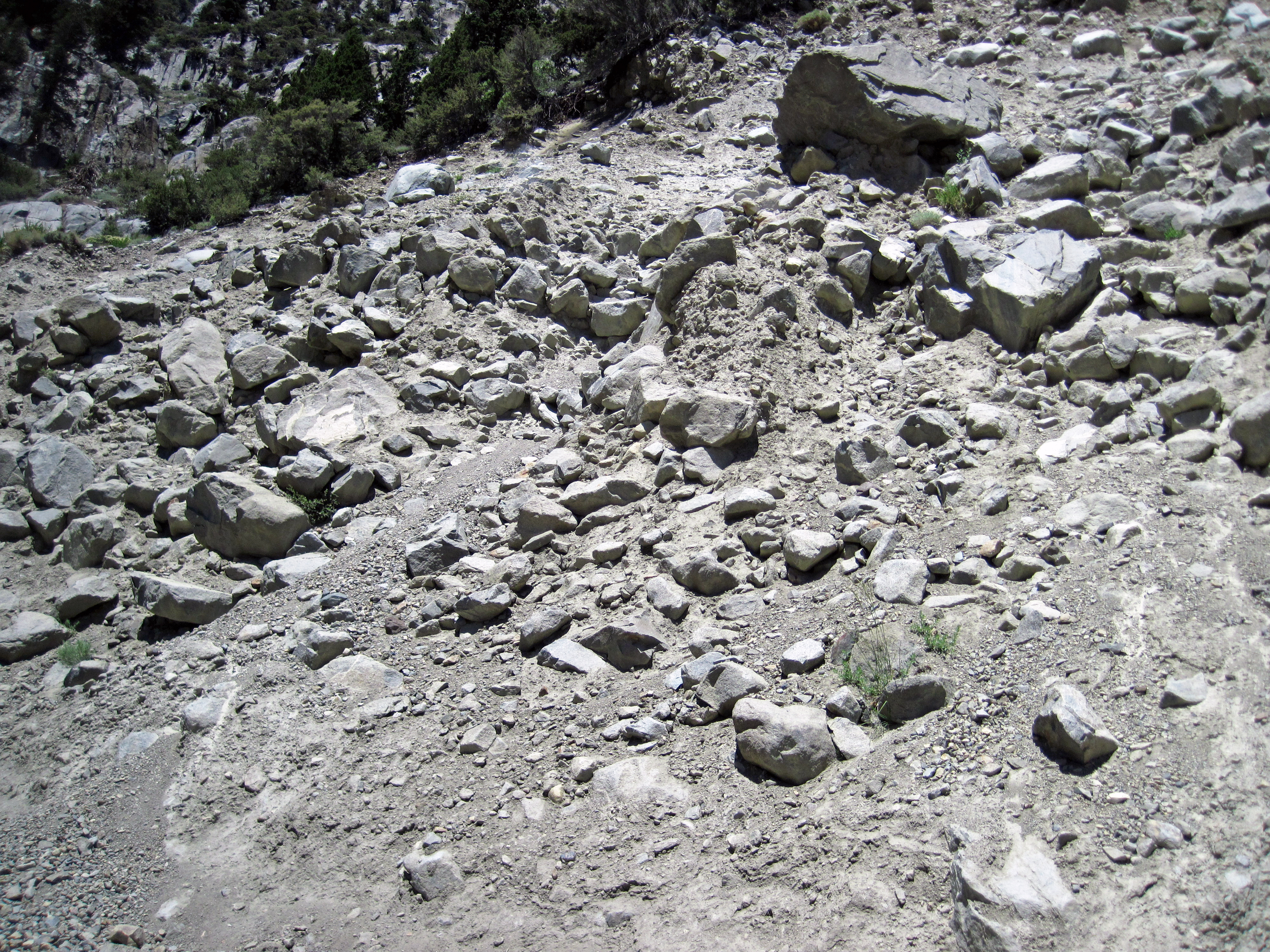
Till; az exaráció által létrejött pleisztocén korú üledék (Lee Vining Canyon, Yosemite National Park, California, USA)

Az exaráció (latinul: exarare - szántani) geológiai fogalom, glaciális erózió. A laza gleccserhordalék és a meglévő szilárd kőzet darabolódása, lecsiszolódása a gleccser haladása által. Eredménye a till, mely a diagenezis során tillit kőzetté alakul.

## Nevének eredete
Az exaráció, exaratáció  elnevezés a latin exaratio - szántás, vagy gleccserszántás szóból származik, mely a gleccser által a medrét alkotó kőzetek exogén romboló folyamata.

## Leírása

A szárazföldi és a hegyi gleccserek esetében létezik egy, a táplálkozási területhez közeli exszeparációs zóna, ahol a gleccser csak romboló munkát végez. Itt alakulnak ki az olyan domborzati formák, mint a trogue, a kos homlok, a görbe sziklák stb. Gyakran az egész üledéktakaró innen hordódik el, és masszív kristályos alapkőzet kerül felszínre, amelyen a gleccser jellegzetes barázdákat, hegeket és süllyedéseket alakít ki. Ezen a zónán kívül is előfordulhat exagglázió, de a gleccserfelhalmozódással párhuzamosan, különösen a drumlinok kialakulása során.
Az európai kontinentális eljegesedések eredményeként a balti pajzson egy nagy exagglomerációs zóna alakult ki. Az exagglázió eredményeként a balti pajzsról egy 60 méter vastag kristályos kőzetréteg került le.
Az exarációra az orosz tudományos közegben is létezik egy kifejezés: tengeri jég/toros képződmények fenék exaration (jégszántás) - a fenék (főként a tengerfenék) felszántása a hummocky-képződmények víz alatti részével. Legtöbb helyen a jég és a tengerfenék közötti kölcsönhatási folyamatok leírására nem használják az exaration kifejezést. Ehelyett például az USA-ban a "ice gouging[en]" kifejezést használják, Kanadában pedig a "ice scouring" kifejezést.